# Fulda
Fulda – miasto powiatowe w Niemczech, w kraju związkowym Hesja, w rejencji Kassel, siedziba powiatu Fulda, nad rzeką Fuldą.
Fulda to miasto o szczególnym statusie (Sonderstatusstadt), co oznacza, że przejęło niektóre zadania powiatu.
Najbliżej położone duże miasta to Frankfurt nad Menem (ok. 100 km na południowy zachód), Kassel (ok. 90 km na północ) i Lipsk (ok. 295 km na wschód). Fulda jest siedzibą biskupstwa. W VIII w. założył tu opactwo św. Bonifacy – patron Niemiec. Tam też do dziś spoczywa jego ciało, a co roku przy jego grobie zbiera się na narady niemiecki episkopat Kościoła katolickiego.
W mieście znajduje się stacja kolejowa Fulda.

## Historia

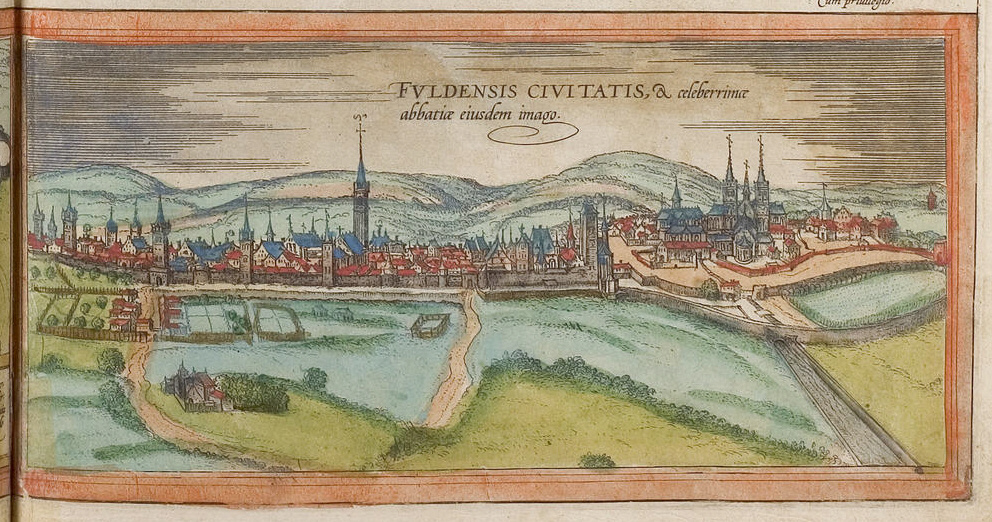
Fulda w XVI wieku

W 744 r. w Fuldzie został założony przez św. Sturma, ucznia św. Bonifacego, klasztor benedyktyński. Służył on Bonifacemu jako baza dla działań zmierzających do reorganizacji Kościoła w północno-zachodniej części państwa Franków – Germanii. W opactwie tym działał Raban Maur (ok. 780−856), jeden z wybitniejszych uczonych czasów karolińskich, dzięki któremu Fulda stała się najsławniejszym ośrodkiem szkolnym cesarstwa frankońskiego. Około 915 do Fuldy natarł najazd Węgrów.
W nowożytności Fulda była stolicą księstwa zakonnego Fuldy, podniesionego w 1752 do rangi księstwa biskupiego. Po zniesieniu księstwa w 1803 zostało stolicą niewielkiego księstwa Nassau-Oranii-Fuldy pod panowaniem przyszłego króla holenderskiego Wilhelma I, a po likwidacji tegoż w 1806 przeszło pod władzę francuską do Wielkiego Księstwa Bergu, w 1810 do Wielkiego Księstwa Frankfurtu, w 1815 do Elektoratu Hesji i w 1866 do Królestwa Prus, z którymi w 1871 znalazło się w granicach Cesarstwa Niemieckiego.

## Zabytki
Współcześnie Fulda jest określana jako „miasto barokowe”. Większość zabytków pochodzi z XVIII wieku, ale ich początki sięgają wieku VIII, gdy do miasta przybył św. Bonifacy. Najbardziej znane zabytki to:
- katedra Świętego Zbawiciela i św. Sebastiana (IX/XVIII wiek) – zbudowana na miejscu wcześniejszego kościoła[3]
- kościół św. Michała (St. Michael) (wybudowany w IX wieku);
- pałac miejski (XVIII wiek);
- kościół farny św. Błażeja (St. Blasius) (1771–1785);
- stary ratusz (1531);
- oranżeria.

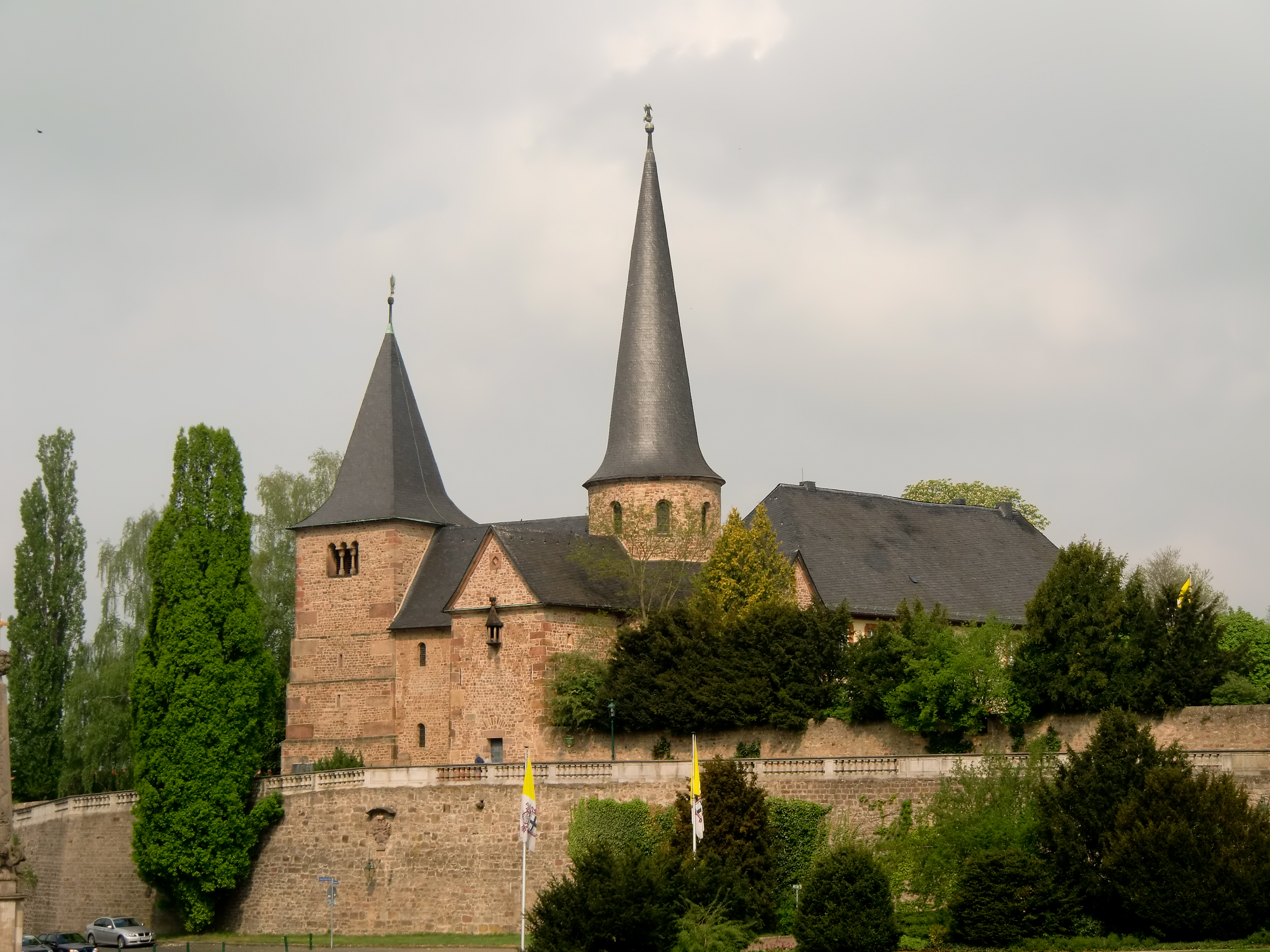
Kościół św. Michała
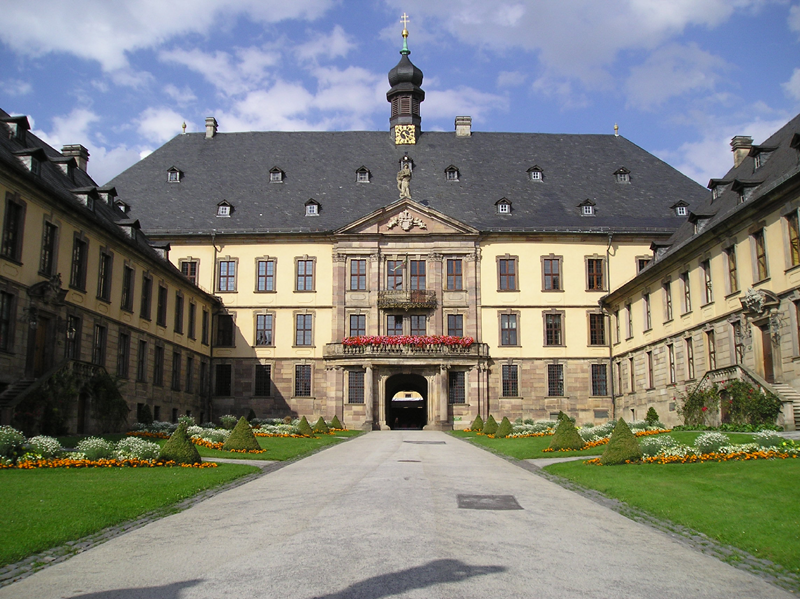
Pałac miejski
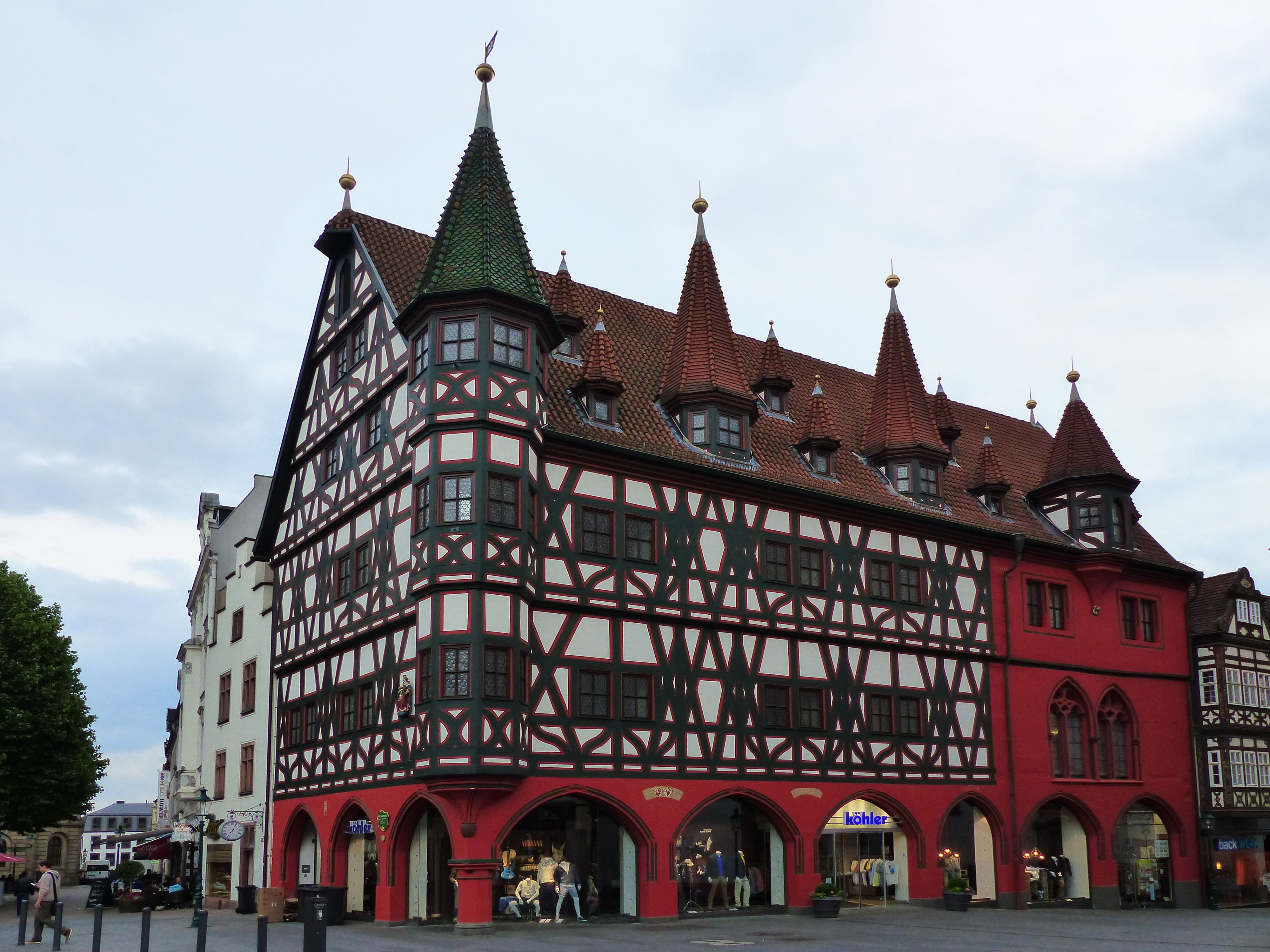
Stary ratusz
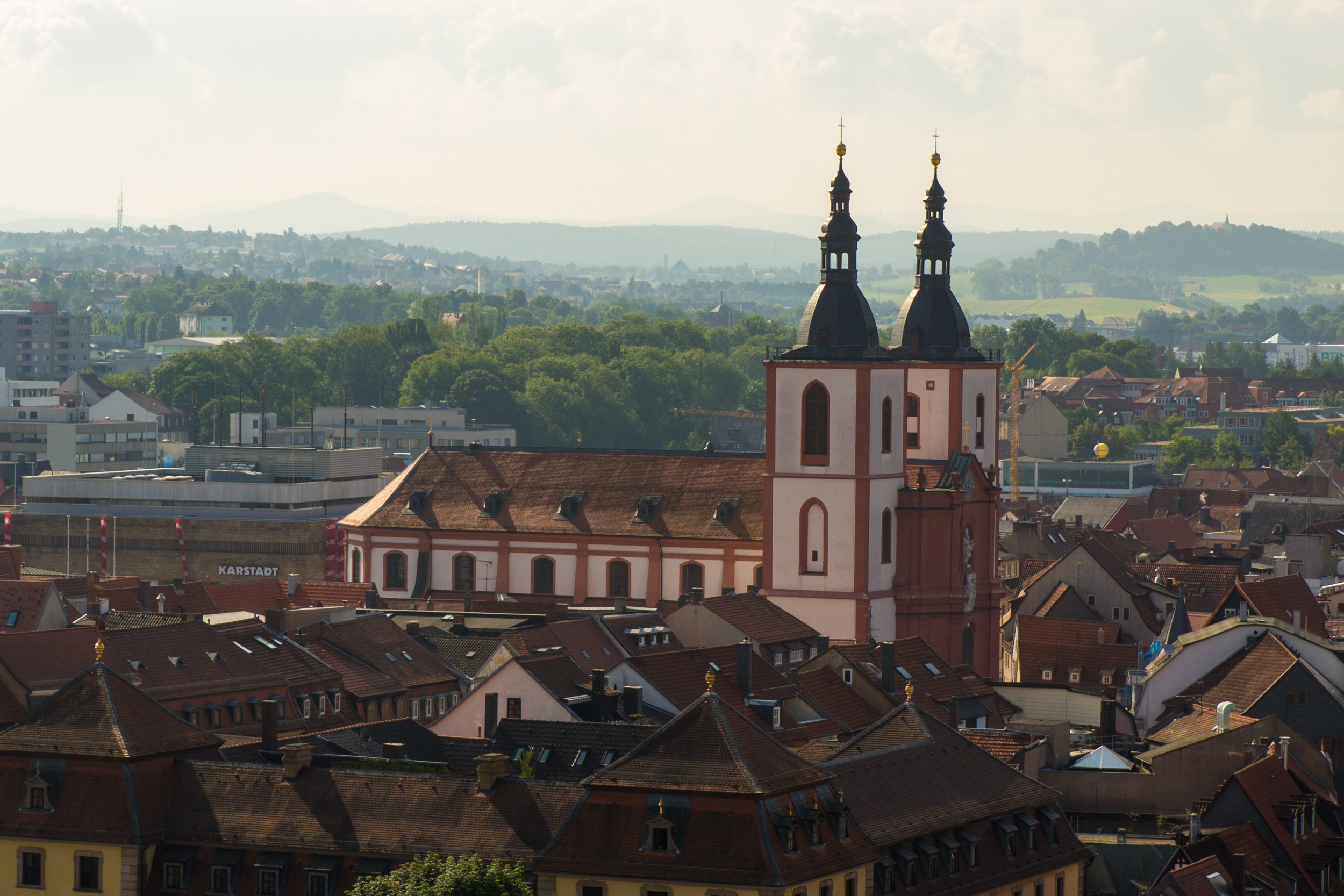
Kościół św. Błażeja

## Gospodarka
W mieście znajduje się fabryka opon do pojazdów mechanicznych Fulda Reifen. Ponadto w mieście rozwinął się przemysł włókienniczy, gumowy, chemiczny, metalowy, maszynowy oraz elektrotechniczny.

## Współpraca
Miejscowości partnerskie:
- Arles, Francja
- Como, Włochy
- Crediton, Wielka Brytania
- Dokkum, Holandia
- Głogówek, Polska
- Litomierzyce, Czechy
- Siergijew Posad, Rosja
- Weimar, Niemcy
- Wilmington, Stany Zjednoczone